# 索尼諾湖
57°13′31″N 33°25′59″E / 57.2253°N 33.4331°E
索尼諾湖（俄语：Сонино），是俄羅斯的湖泊，位於該國西北部特維爾州，由奧斯塔什科夫區負責管轄，長4.1公里、寬3公里，面積6.2平方公里，海拔高度233米，湖岸線長度12.2公里，集水區面積43.4平方公里。